# Miklošičeva cesta
Miklošičeva cesta (deutsch: Miklošičstraße) ist der Name einer Straße im Stadtbezirk Center von Ljubljana der Hauptstadt Sloweniens. Benannt ist sie, ebenso wie der Miklošič-Park, nach Franz von Miklosich (slowenisch Franc Miklošič), dem Begründer der wissenschaftlichen Slawistik.

## Geschichte
Die Straße wurde 1898 unter dem heutigen Namen angelegt und führte bis mindestens 1910 nur bis zur Pražakova ulica.

## Lage
Die Straße beginnt in der Altstadt von Ljubljana am Prešerenplatz, verläuft etwa 950 Meter nach Norden bis zum Trg Osvobodilne fronte.  

## Abzweigende Straßen
Die Miklošičeva cesta berührt folgende Straßen und Orte (von Süden nach Norden): Nazorjeva ulica, Dalmatinova ulica, Tavčarjeva ulica, Trdinova ulica und Čufarjeva ulica, Pražakova ulica.

## Bauwerke und Einrichtungen
Die wichtigsten Bauwerke und Einrichtungen entlang der Straße sind:
- Mariä-Verkündigung-Kirche (Ljubljana)

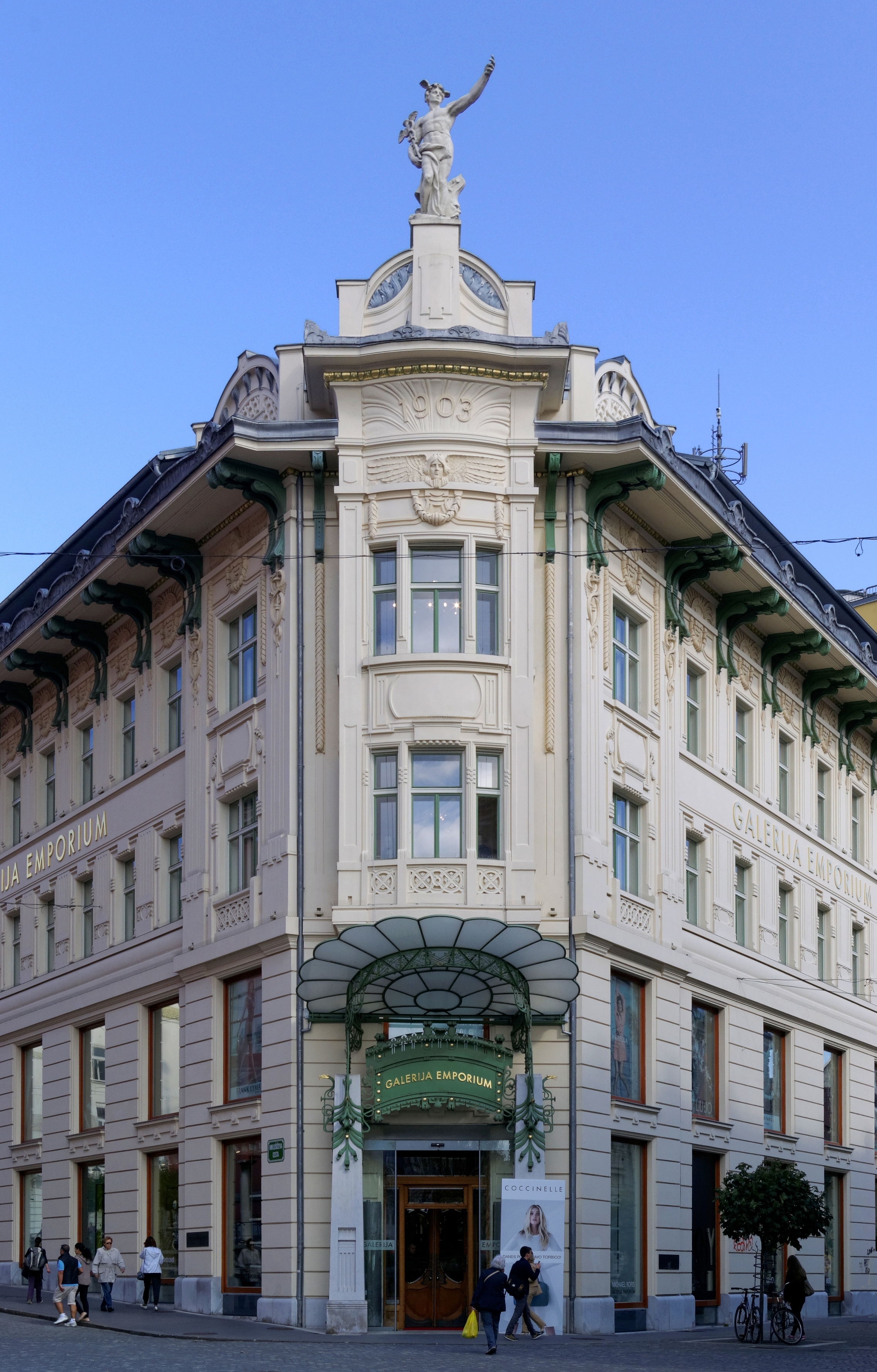
Urbanc-Haus von 1903
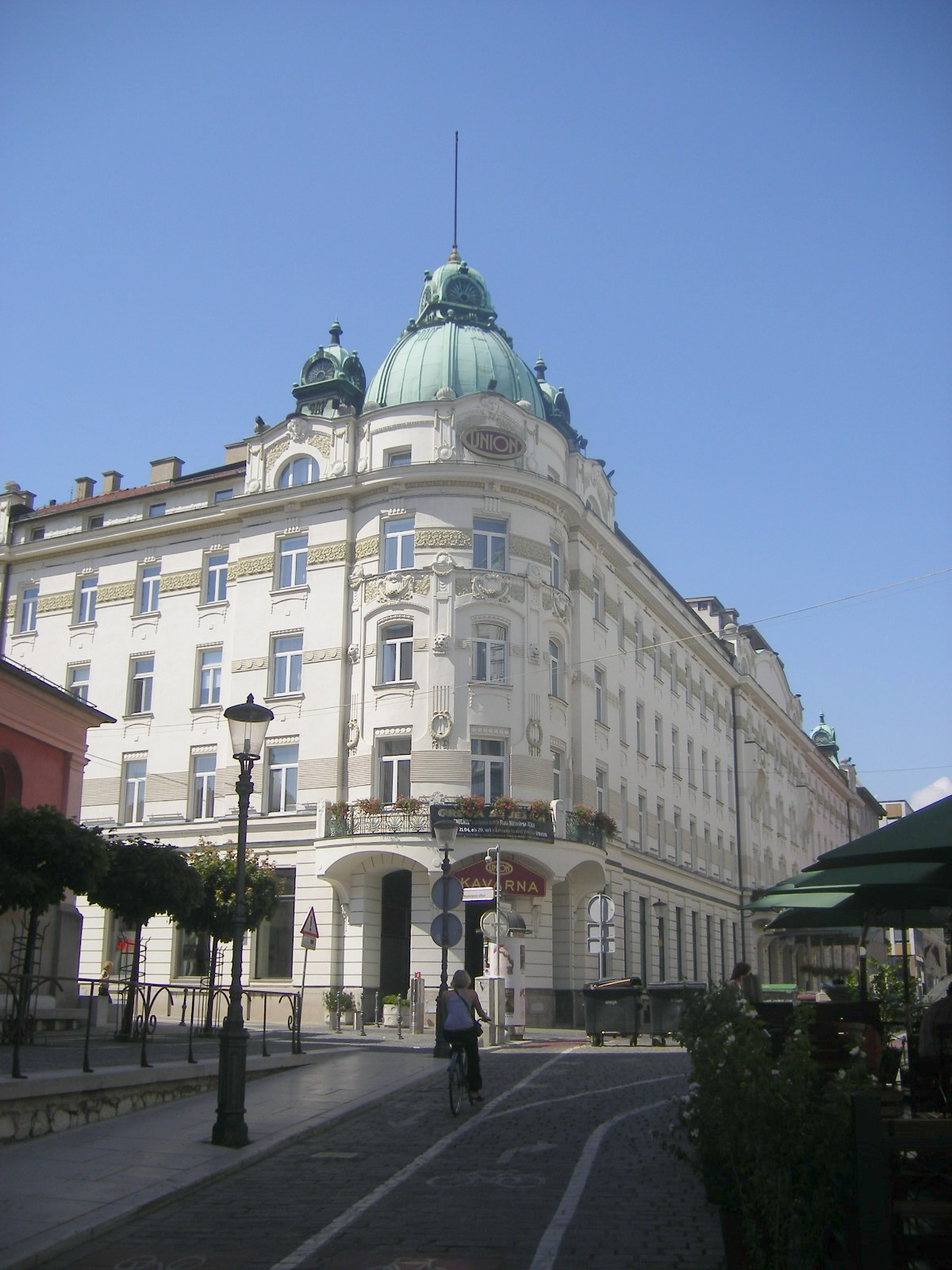
Grand Hotel Union
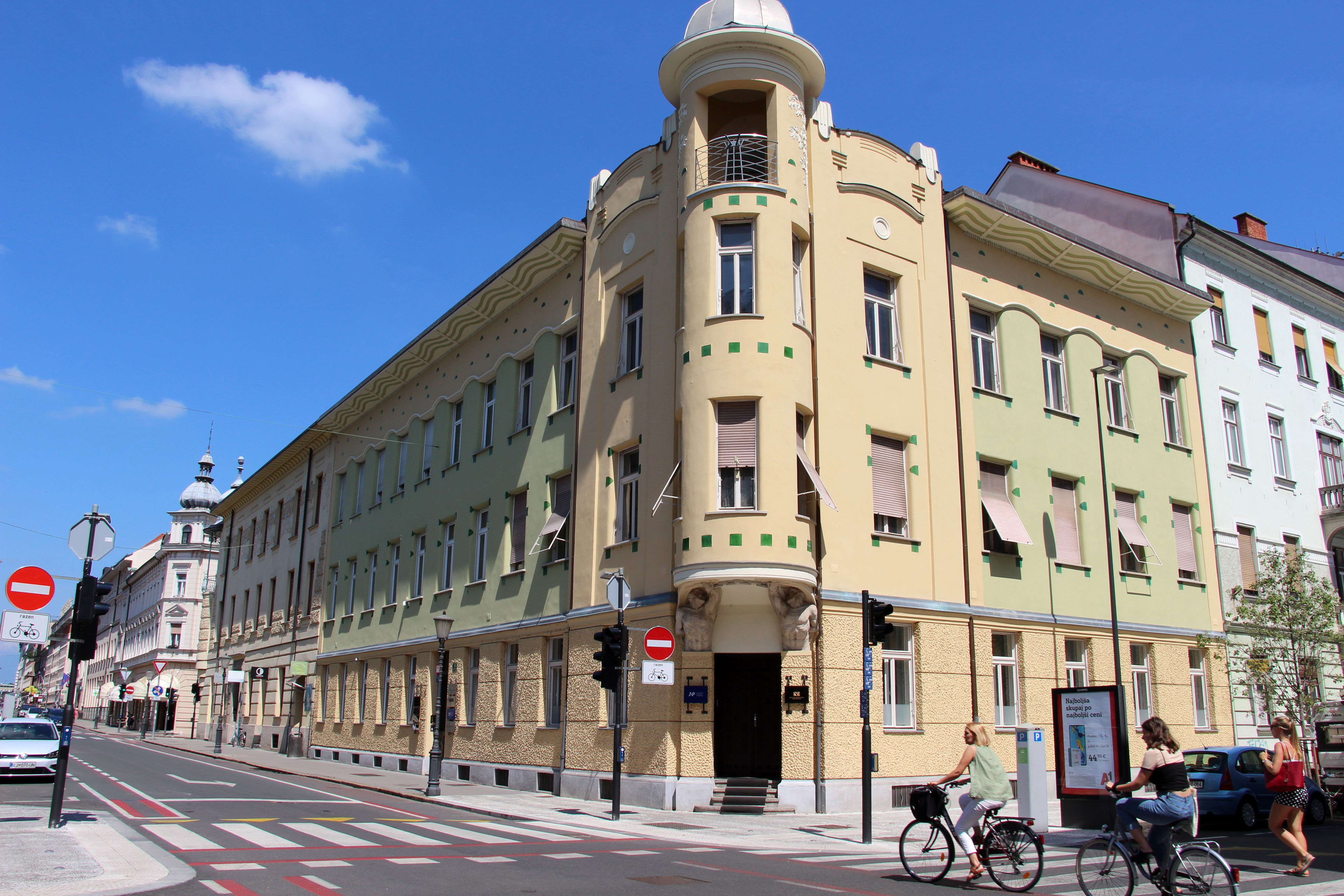
Bamberg-Haus
- Vurnik-Haus
- Miklošič-Park
- Regalli-Haus von 1906[6][7]
- Justizpalast

- Urbanc-Haus
- Grand Hotel Union
- Regalli-Haus